# 貽貝薯條
貽貝薯條（法語：Moules-frites）是比利时國菜，其食譜1781年於瓦隆尼亞（比利時法語區）即有記載。
因為比利時同時擁有法語區和荷蘭語區，所以這道菜不僅在比利時本土，在法國和荷蘭也非常的流行，是比法荷三国的家常菜之一。法國和荷蘭的貽貝薯條雖然不到“國菜”等級的地位，但在依然是兩國的日常生活中非常著名的料理之一，其味道也和比利時的不同，法國的版本更加喜歡用白葡萄酒和培根煎，而荷蘭的版本喜歡用啤酒和焦糖煮。